# Вульф, Николай Павлович
Николай Павлович Вульф (не позднее 1794 — 10 марта 1858) — русский морской офицер, контр-адмирал (1852). Участник русско-турецкой войны 1828—1829 годов. В 1836 году захватил шхуну контрабандистов «Виксен». Георгиевский кавалер. Участник Крымской войны. Командующий Каспийской флотилией (1857).

## Биография
Родился в 1798 году. Из дворян Херсонской губернии. Из морской династии. Дед — офицер Карл Вульф погиб 5 июля 1770-го во время Хиосского сражение, на борту корабля «Евстафий Плакида» из-за взрыва крюйт-камеры во время абордажного боя с турецким флагманом линейным кораблём «Бурдж-у-Зафер».
В мае 1810 года, по высочайшему повелению, определён в гардемарины, вступил в Черноморское штурманское училище. С 1811 по 1852 год проходил службу на Черноморском флоте. Мичман (1816). Лейтенант (1821). На транспорте «Херсон» (1821—1822), на фрегате «Флора»(1823), на брандвахтенном корвете «Шагин-Гирей» на рейде Одессы (1824). Командовал бригом «Подобный» (1826—1828). Участник русско-турецкой войны 1828—1829 годов, участвовал в осаде Анапы. Командовал шхуной «Вестник» (1829—1834), капитан-лейтенант 6 декабря 1831 года. Командовал бригом «Ахиллес» (1835). Командовал бригом «Аякс» (1836—1837).
14 ноября 1836 года бриг «Аякс» под командой капитан-лейтенанта Н. П. Вульфа задержал британское судно «Виксен» в бухте Суджук-кале, где то в течение 12 и 13 ноября стояло на разгрузке. Сбежавший из неволи канонир Анапского гарнизона донёс, что на со шхуны было выгружено значительное количество контрабандных товаров: соли, медных турецких трёхфунтовых орудий — 4 шт., шестифунтовых орудий — 4 шт., большое количество ружей и шашек, порох — 200 бочек каждая по 4 пуда. Бриг был конфискован, разразился международный скандал. Британия хотела оспорить само право досмотра и права России на Черкесию, состоялись дебаты в парламенте, но твёрдая позиция Николая I возымела место. Позднее британская сторона представила ситуацию как частную инициативу Д. Уркварта и Д. Белла.
Кавалер ордена Святого Георгия IV класса № 5497 от 6 декабря 1836 года.
Командовал бригом «Меркурий» (1838—1840). В 1839 году был произведён в капитаны 2-го ранга. Командовал новопостроенным фрегатом «Месемврия» (1841—1845). В 1845 года 1-го ранга. Командовал 84-х пушечным линейным кораблём «Султан Махмуд» (1846—1851). В 1848—1850 годах — член комитета директоров Морской библиотеки имени М. П. Лазарева. В марте 1852 года произведён в контр-адмиралы.
Участник Крымской войны. В 1854—1855 годах командир 2-й бригады 5-й флотской дивизии Черноморского флота. Имея свой флаг на шхуне «Астролябия» и пароходе «Молодец», охранял Керченский пролив. Азовская флотилия, охранявшая Керченский пролив, из-за своей малочисленности и слабости не могла противостоять мощному англо-французскому флоту. Её командующий принял решение уничтожить большую часть своих судов, а на четырёх уйти в Азовское море. Среди сожжённых и затопленных были пароходы «Бердянск», «Донец», корвет «Могучий», тендер «Нырок», транспорты «Арагва», «Доб», «Мамай», «Кодос» и другие.
За участие в Крымской войне награждён орденом Св. Владимира 3-й степени. В июле 1856 года был назначен командиром Каспийской флотской бригады, а в 1857 году командующим Каспийской флотилией и командиром Астраханского порта. Умер 10 марта 1858 года.

## Награды
- орден Св. Станислава 3-й степени (1835), «за отличие против горцев»,
- орден Св. Георгия IV класса № 5497 (6 декабря 1836)[5], за 18 морских кампаний,
- орден Св. Анны 2-й степени (8.06.1838) «за ревностную службу и храбрость против горцев»,
- орден Св. Анны 2-й степени с императорской короной (25 мая 1839) «за отличную храбрость против горцев»,
- орден Св. Владимира 3-й степени (26 августа 1856)[2], за оборону Севастополя,
- серебряная медаль на Георгиевской ленте за защиту Севастополя (1856),
- бронзовая медаль на Андреевской ленте в память о минувшей войне (1856)[1].

## Семья
- Первый брак, сын — Вульф, Павел Николаевич (16.01.1843-10.07.1909) — русский морской офицер, вице-адмирал (1906). 13 Марта 1903 года возведён в дворянское достоинство[6].
- вторый брак, жена — вдова капитана Баптизманского, урождённая Рогаль-Левицкая Александра Ивановна, от второй жены дочь[1].
- дочь — Мария (1.10.1854-?)[1].
- Внук — Вульф, Владимир Павлович (23.10.1880-31.03.1904) — русский морской офицер, лейтенант, погиб при взрыве эскадренного броненосца «Петропавловск» на рейде Порт-Артура вместе с вице-адмиралом С. О. Макаровым.